# フレンドタウン福井
フレンドタウン福井（フレンドタウンふくい）は、福井県福井市西開発2丁目にある複合商業施設。運営管理会社は株式会社平和堂。

## 沿革
- 2010年11月25日開店

## 主なテナント
- フレンドマート開発店
- ファッションストアeeイ・イ・プラス

## アクセス
公共交通機関
- 京福バス 36系統（県立病院・丸岡線）、39系統 （大和田丸岡線）「開発口」下車
- えちぜん鉄道勝山永平寺線 越前開発駅 徒歩10分